# Dmitri Rádchenko
Dmitri Leonídovich Rádchenko (en ruso: Дмитрий Леонидович Радченко; Leningrado, hoy San Petersburgo, Unión Soviética, 2 de diciembre de 1970) es un exfutbolista ruso. Jugó en muchos equipos como el Zenit Leningrado, el Spartak de Moscú, el Real Racing Club de Santander, el Deportivo de La Coruña y el Júbilo Iwata.
Además jugó en la selección de su país y participó en la Copa Mundial de Fútbol de 1994 donde marcó un gol ante la selección de Camerún.

## Equipos
| Club                      | País            | Año         |
| ------------------------- | --------------- | ----------- |
| FC Dynamo Leningrado      | Unión Soviética | 1988        |
| FC Zenit                  | Unión Soviética | 1989 - 1990 |
| FC Spartak Moscú          | Rusia           | 1991 - 1993 |
| Racing de Santander       | España          | 1993 - 1995 |
| RC Deportivo de La Coruña | España          | 1995 - 1996 |
| Rayo Vallecano            | España          | 1996 - 1997 |
| CP Mérida                 | España          | 1997 - 1998 |
| SD Compostela             | España          | 1998 - 1999 |
| Júbilo Iwata              | Japón           | 1999 - 2000 |
| Hajduk Split              | Croacia         | 2001 - 2002 |
| Bergantiños FC            | España          | 2002 - 2003 |
| CD Baio                   | España          | 2004 - 2006 |

## Palmarés
- 2 Liga Premier de Rusia, 1992 y 1993
- 1 Copa Soviética, 1992
- 1 Copa de Rusia, 1994
- 1 Supercopa de España, 1995